# 美國伊斯蘭教

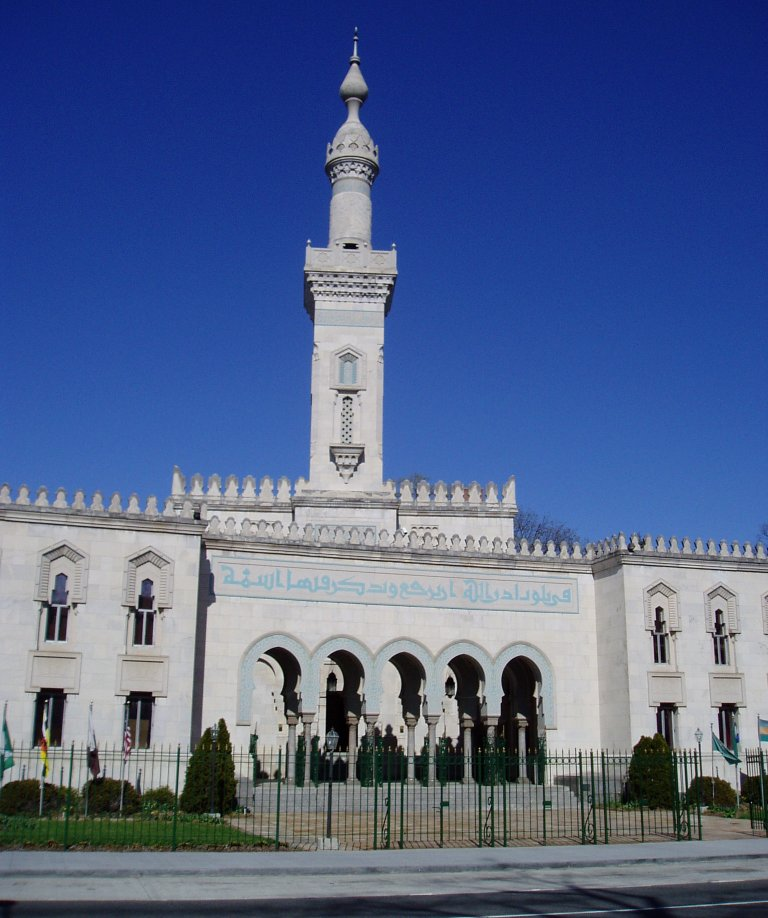
位在華盛頓哥倫比亞特區的伊斯蘭中心，1957年開幕。

伊斯蘭教是美國第三大宗教，僅次於基督教和猶太教。2017年的一項研究估計，有345萬穆斯林生活在美國，約占美國總人口的1.1%。
此外，50％的穆斯林是在本土出生和成長，而另外50％是外國出生的，86％是公民。許多土生土長的美國穆斯林是非裔美國人，佔穆斯林總人口的四分之一。大城市伊斯蘭教也促進了這些年來的發展以及對黑人文化和嘻哈音樂的影響。
根據社會政策研究所2017年的一項研究，「美國穆斯林是唯一沒有多數種族調查的信仰社區」，黑人佔25％，白人佔24％，亚裔佔18％，阿拉伯佔18％，混合佔7％，5％西班牙裔。
從1880年代到1914年，數千名穆斯林從奧斯曼帝國的前領土和前莫臥兒帝國移民到美國。

## 政治
2004年，美國總統小喬治·布什的穆斯林支持減少了至少一半，他們將投票支持民主黨候選人約翰·福布斯·凱瑞或第三方候選人。
2008年，民主黨總統候選人巴拉克·歐巴馬根據地區獲得了67%至90%的穆斯林選民得票。
在社會政策和理解研究所2017年的調查中，因為唐納·川普的言行舉止爭議，只有15％的美國穆斯林希望其贏得2016年總統大選，相比之下，54％希望希拉蕊·柯林頓勝出。而川普上任總統以後的敵視或爭議政策亦成為他們不滿的原因之一。（最近一個為美利堅合眾國承認戈蘭高地為以色列國一部分）

## 文化
美國的穆斯林越來越多地建立自己的文化；有各種穆斯林喜劇團體，說唱團體，童軍和雜誌，穆斯林也在其他形式的媒體上發聲。

## 相關事物
- 清真夥計（53街和第6大道快餐推车）

## 延伸閱讀
- Curtis IV, Edward E. Muslims in America: A Short History (2009)
- Curtis IV, Edward E. Encyclopedia of Muslim-American History (2010), 715 pp.
- Etengoff, C. & Daiute, C., (2013). Sunni-Muslim American Religious Development during Emerging Adulthood, Journal of Adolescent Research, 28(6), 690–714
- GhaneaBassiri, Kambiz. A History of Islam in America: From the New World to the New World Order (Cambridge University Press; 2010) 416 pp; chronicles the Muslim presence in America across five centuries.
- Haddad, Yvonne Yazbeck, Jane I. Smith, and Kathleen M. Moore. Muslim Women in America: The Challenge of Islamic Identity Today (2006)
- Kabir, Nahib . Muslims in Australia: Immigration, Race Relations and Cultural History, London: Routledge ISBN 978-0-7103-1108-5 (2005)
- Kidd, Thomas. S. American Christians and Islam – Evangelical Culture and Muslims from the Colonial Period to the Age of Terrorism, Princeton University Press, Princeton, NJ, 2008 ISBN 978-0-691-13349-2
- Koszegi, Michael A., and J. Gordon Melton, eds. Islam In North America (Garland Reference Library of Social Science) (1992)
- Marable, Manning; Aidi, Hishaam D (编). . New York: Palgrave Macmillan. 2009. ISBN 978-1-4039-8400-5.
- Smith, Jane I; Islam in America (2nd ed. 2009)

## 外部連結
- The percentage of Muslims in the U.S. (1980 - 2010) （页面存档备份，存于）